# Dos Caminos, Omealca
Dos Caminos är en ort i Mexiko.   Den ligger i kommunen Omealca och delstaten Veracruz, i den sydöstra delen av landet, 270 km öster om huvudstaden Mexico City. Dos Caminos ligger 240 meter över havet och antalet invånare är 495.
Terrängen runt Dos Caminos är platt, och sluttar brant österut. Runt Dos Caminos är det ganska tätbefolkat, med 70 invånare per kvadratkilometer. Närmaste större samhälle är Cuitláhuac, 13,4 km nordväst om Dos Caminos. Trakten runt Dos Caminos består till största delen av jordbruksmark.